# Hypsiboas ornatissimus
Espèce
Synonymes
- Hyla ornatissima Noble, 1923

Statut de conservation UICN

 LC  : Préoccupation mineure
Hypsiboas ornatissimus est une espèce d'amphibiens de la famille des Hylidae.

## Répartition
Cette espèce se rencontre en dessous de 900 m d'altitude, :
- dans l'État d'Amapá au Brésil ;
- en Guyane ;
- au Suriname ;
- au Guyana ;
- dans l'État de Bolívar au Venezuela ;
- dans le département de Guainía en Colombie.

## Publication originale
- Noble, 1923 : New batrachians from the Tropical Research Station, British Guiana. Zoologica, vol. 3, p. 288–299.